# Gran Premio degli Stati Uniti d'America-Ovest
Il Gran Premio degli Stati Uniti d'America-Ovest è stata una gara automobilistica di Formula 1 che si è svolta dal 1976 al 1983, sul Circuito di Long Beach in California. Successivamente lo stesso tracciato ha ospitato diverse gare valide per i campionati nordamericani, mentre una versione ridotta dello stesso è stato sede di gare della Formula E. La gara era paragonata, per lo scenario, al Gran Premio di Monaco, tanto da essere definita la Monte Carlo degli Stati Uniti.

## La storia

### L'organizzazione
Nel 1976 il campionato mondiale di Formula 1 inserì nel calendario una gara da disputarsi sul circuito cittadino di Long Beach, città sobborgo di Los Angeles, che era già stato testato, l'anno precedente, dal campionato statunitense di Formula 5000, con una gara vinta da Brian Redman. Per la prima volta, dopo 17 anni, una stessa nazione avrebbe ospitato due gran premi validi per il mondiale nello stesso anno: l'ultima volta erano stati proprio gli Stati Uniti con il gran premio nazionale e l'ultima edizione della 500 Miglia di Indianapolis, ricompresa nel calendario iridato. Il gran premio venne definito, per tale ragione, Gran Premio degli Stati Uniti d'America-Ovest, per distinguerlo dal Gran Premio degli Stati Uniti d'America-Est, in programma al Glen il 10 ottobre 1976. La gara venne anche denominata Gran Premio di Long Beach.

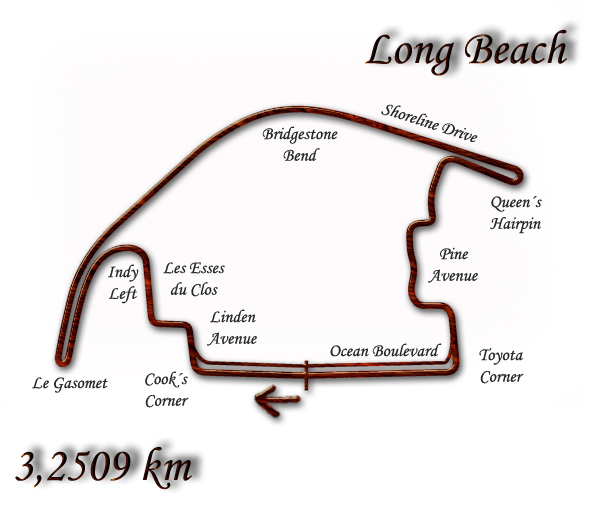
La configurazione della pista, per le edizioni del 1976 e 1977.

Gli organizzatori, capeggiati da Christopher Pook, tra cui vi erano anche Dan Gurney e Phil Hill, spesero oltre mezzo milione di dollari per allestire il tracciato e ottennero un accordo di sei anni per l'effettuazione della gara. Hill fu anche indicato come direttore di corsa. Una lunga lista di ex assi del volante venne contattata per promuovere l'evento: Dennis Hulme, Jack Brabham, e Juan Manuel Fangio. L'edizione del 1976 venne premiata col Race Promoters' Trophy, per la miglior organizzazione della stagione. L'ex manager di scuderia Rob Walker affermò, "penso che la creazione di un GP a Long Beach è il più grande successo per gli sport motoristi nel decennio."
Già però, per l'edizione del 1978, la tenuta del gran premio veniva messa in dubbio dalle perdite che gli organizzatori avevano subito nelle prime due edizioni. Successivamente però la firma di contratto con la CBS, per la trasmissione del gran premio, consentì di trovare nuove risorse. Poche settimane prima dell'evento la gara fu di nuovo in dubbio in quanto gli organizzatori non avevano ancora saldato l'ingaggio per le scuderie dell'anno precedente. Gli organizzatori negarono questa accusa, e assicurarono che entro il 6 marzo 1978 sarebbero stati pagati i 327.000 dollari alle scuderie per coprire il costo del trasporto delle vetture, e il 18 marzo la restante parte dei 425.000 dollari chiesti per il 1978. Successivamente si arrivò a un accordo tra la FOCA e gli organizzatori.
L'anno successivo gli organizzatori pagarono 875.000 dollari alla FOCA: 600.000 venne distribuiti quali premi, mentre 275.000 andarono a coprire le spese logistiche delle scuderie. Altri 165.000 dollari vennero spesi per l'allestimento del tracciato. Gli organizzatori, inoltre, offrivano, a loro spese, ai cittadini che abitavano nei pressi del circuito, e che non volevano soffrire per i disagi della gara, la possibilità di passare il weekend del gran premio a Las Vegas.

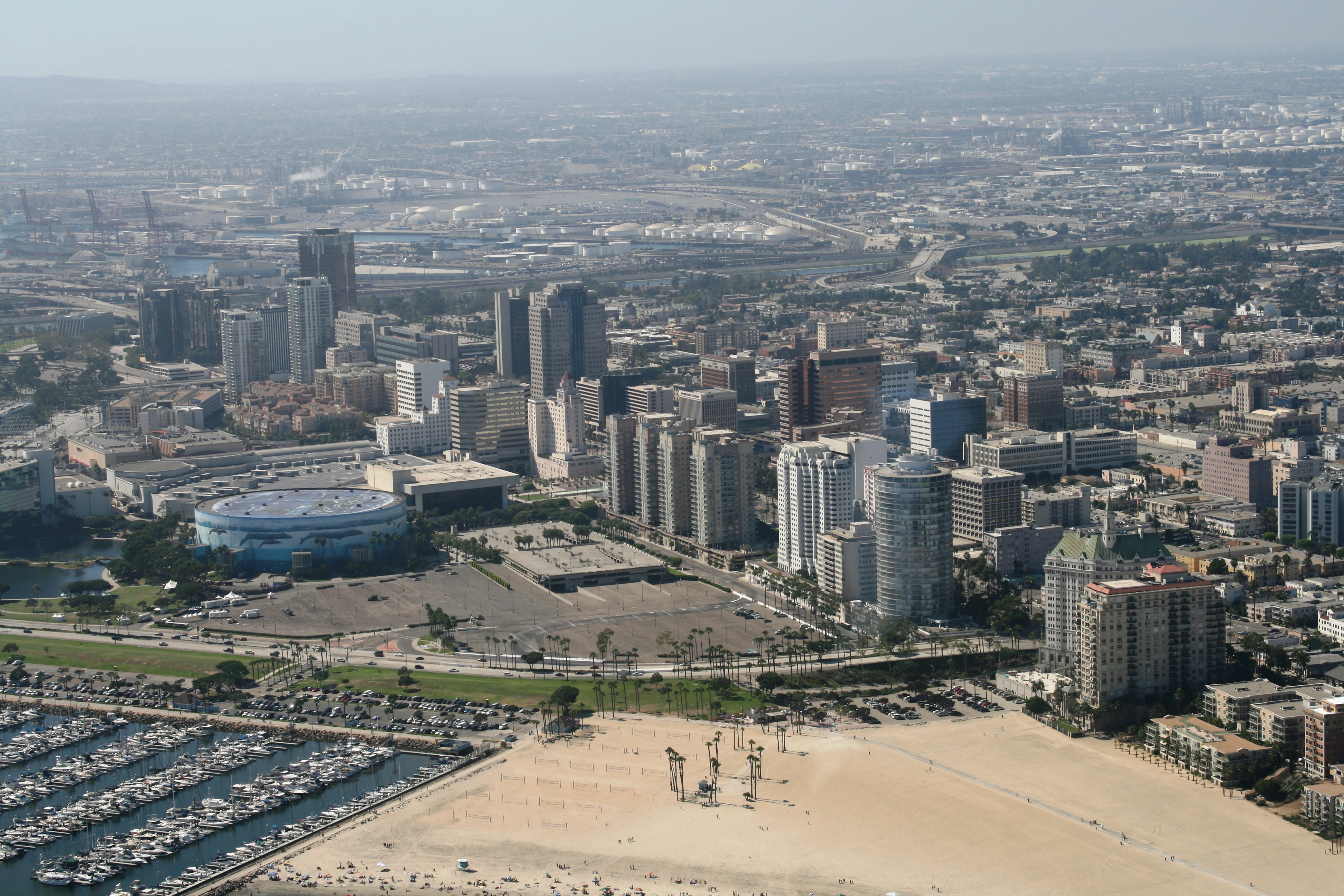
Il gran premio è stato sempre ospitato nelle strade adiacenti al lungomare della località californiana di Long Beach.

Anche nel 1980 le condizioni economiche della gara misero in dubbio la sua prosecuzione per le stagioni future, anche se, da questa annata, la gara ottenne la sponsorizzazione della Toyota, che già supportava l'altra gara statunitense, quella del Glen. Inoltre, un forte temporale aveva colpito la zona di Long Beach, poche settimane prima della gara, provocando alcuni danni.
Nel 1981, a causa dell'incertezza in merito al campionato, e alle conseguenti modifiche del calendario, che portarono all'estromissione dal campionato del GP del Sudafrica, per la prima volta il Campionato mondiale di Formula 1 iniziò la stagione cool gran premio di Long Beach. Per la prima volta il mondiale iniziava con una gara negli Stati Uniti. Era invece dal 1966 che il campionato non iniziava con una gara su un tracciato cittadino, all'epoca quello di Monaco.
L'ultima edizione fu quella del 1983. Le difficoltà per l'organizzazione della gara erano sempre più evidenti: ai 1,75 milioni di dollari chiesti dalla FOCA per correre a Long Beach, si aggiungevano le spese di trasporto, garantite dagli organizzatori, e i costi per la preparazione del tracciato, che facevano salire a 3,6 milioni di dollari la spesa per la tenuta del gran premio.

### Le gare

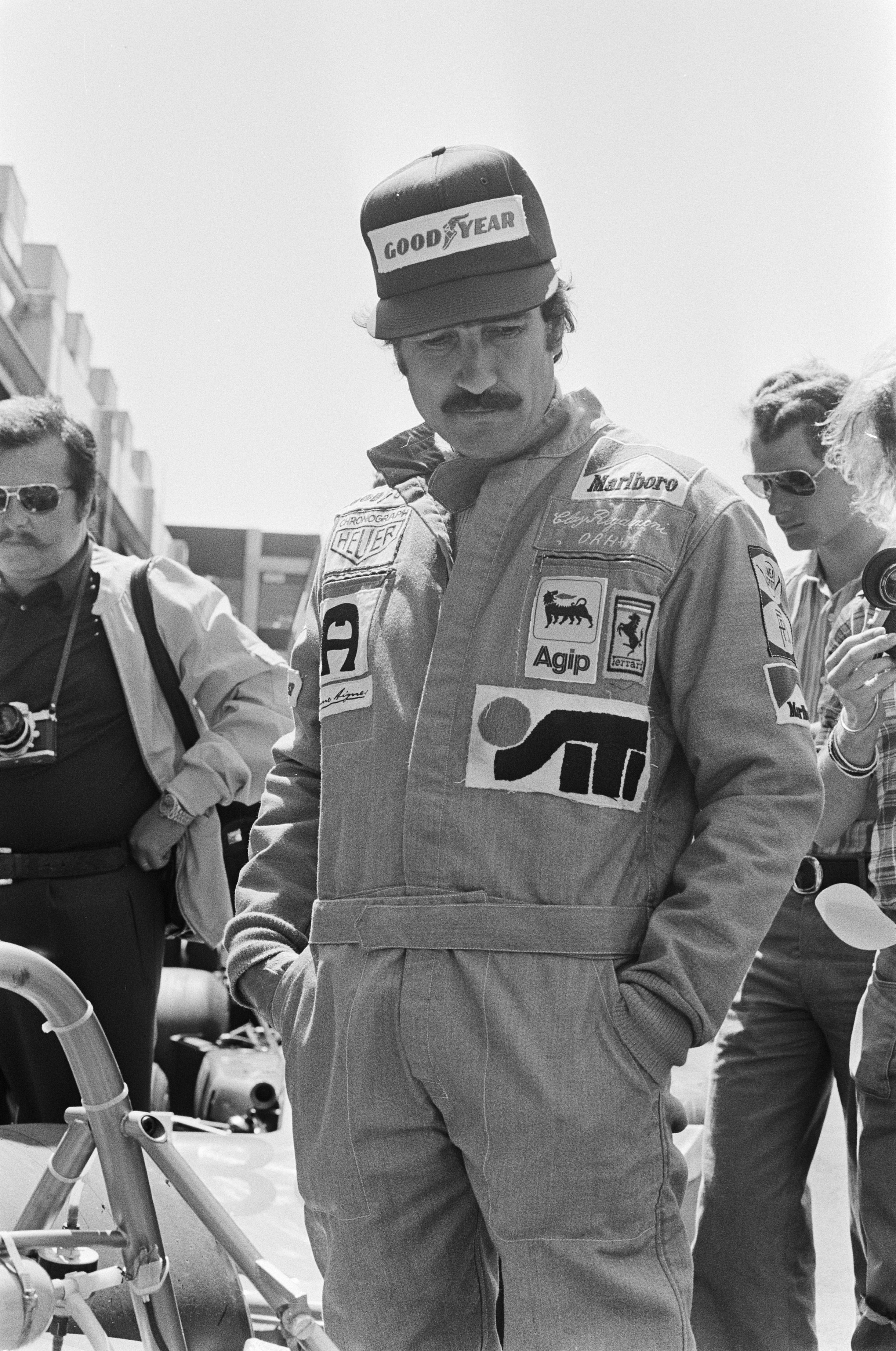
Clay Regazzoni s'impose nella prima edizione del Gran Premio, quella del 1976. Nel 1980 fu vittima di un grave incidente, che lo costrinse ad abbandonare le competizioni.

Nella edizione 1976 la Scuderia Ferrari conquistò la pole position e la vittoria con Clay Regazzoni (Regazzoni colse la quarta vittoria iridata, completando un grand chelem con pole, giro più veloce e in testa dal primo all'ultimo giro). L'altro ferrarista Niki Lauda fu secondo (a 42 secondi), con Patrick Depailler che completò il podio. A punti giunsero, per la prima volta, la Ligier con Jacques Laffite ed Emerson Fittipaldi con la sua vettura.
Nel 1977 s'impose il pilota di casa, Mario Andretti, dopo una lotta serrata con Niki Lauda e Jody Scheckter. Per la prima volta un pilota statunitense vinse un gran premio di F1, valido per il mondiale, nel proprio Paese (escluse le edizioni della 500 Miglia di Indianapolis valide per il mondiale); fu anche la prima di una vettura che sfruttava l'effetto suolo, la Lotus 78.
L'anno seguente ancora un ferrarista, l'argentino Carlos Reutemann, conquistò la sua vittoria numero sette (la settantesima per la sua scuderia), precedendo Mario Andretti, Patrick Depailler, Ronnie Peterson, Jacques Laffite e Riccardo Patrese. Alan Jones, che fino pochi giri alla fine lottava per la vittoria, venne limitato da un problema col pescaggio del carburante, si consolò con il giro più veloce, il primo della sua carriera e della Williams. Fu anche il centesimo giro veloce della Ford Cosworth come motorista. Grazie a Patrese l'Arrows conquistò il primo punto iridato.
Nel 1979 la scuderia italiana ottenne la sua terza, e ultima vittoria, sul tracciato californiano. Gilles Villeneuve conquistò l'unico Grand Chelem della sua carriera in F1, ottenendo pole position, giro veloce, vittoria e conducendo la gara per tutti i giri.
L'edizione 1980 fu ricordata per il grave incidente, cui fu vittima Clay Regazzoni. Nel corso del giro 51, l'elvetico, mentre era in zona punti, con la sua Ensign colpì la Brabham di Ricardo Zunino, lasciata parcheggiata lungo la pista: la monoposto passò oltre sette barriere di gomme e colpì il muro di cemento. Fu impiegata mezz'ora per liberare il pilota elvetico dalla sua monoposto. La gara continuò comunque regolarmente. A Regazzoni, portato al St. Mary Hospital vennero riscontrate una frattura composta alla tibia e perone della gamba destra, una lesione alla colonna vertebrale, una contusione allo stomaco e un'abrasione al capo. Regazzoni rimase poi paralizzato alle gambe. nelson Piquet, come Regazzoni nel 1976 e Villeneuve nel 1979, conquistò il Grand Chelem, il primo della sua carriera nel mondiale di F1. Giunse terzo Emerson Fittipaldi, che ottenne il suo trentacinquesimo, e ultimo, podio nel mondiale.
Nel 1981 la gara terminò con la doppietta della Williams, col campione del mondo in carica, Alan Jones (era dal 1977 che il campione del mondo in carica non si imponeva nella prima gara della stagione seguente), davanti a Carlos Reutemann, seguiti da Nelson Piquet; quarto giunse Mario Andretti, quinto Eddie Cheever, per la prima volta a punti. Era dal Gran Premio di Svezia 1975 che due statunitensi non giungevano a punti nello stesso gp: all'epoca, oltre ad Andretti, toccò a Mark Donohue. Sesto Patrick Tambay, al ritorno in Formula 1 dopo un anno, che portò i primi punti iridati alla Theodore Racing.
Al termine della gara, dopo un primo esame, la vettura di Jones risultò non regolare: l'alettone posteriore distava dall'asse delle ruote 82 cm, due in più di quanto consentito. Dopo un secondo esame la misura risultò scostarsi di soli due millimetri dal limite regolamentare e perciò Jones non venne squalificato.
Dopo 5 vittorie consecutive di piloti extraeuropei, nel 1982 s'impose Niki Lauda, che vinse per la prima volta dal suo ritorno alle corse, seguito da Keke Rosberg e Gilles Villeneuve. Successivamente il pilota canadese venne squalificato per l'alettone irregolare della sua vettura: entrò sul podio Riccardo Patrese. Vennero così classificate solo vetture motorizzate Ford Cosworth.
La McLaren conquistò la vittoria anche per l'ultima edizione, quella del 1983. John Watson vinse la gara partendo dal ventiduesimo posto; ciò rappresenta un record ancora imbattuto nella storia del mondiale di Formula 1, quale partenza più arretrata per un vincitore di un gran premio. Niki Lauda, giunto secondo, partì invece dalla ventitreesima piazzola.

## Il tracciato
Tutte le edizioni vennero disputate sul Circuito di Long Beach, un sobborgo della parte meridionale della contea di Los Angeles, in California, che sorge sull'Oceano Pacifico.
Già dopo le prime due edizioni venne spostata la partenza dall'Ocean Boulevard alla Shoreline Drive, mentre i box rimasero nella loro posizione originaria. Sia nel 1982 che nel 1983 venne apportate modifiche consistenti alla pista. Per l'ultima edizione anche i box vennero portati alla Shoreline Drive.

## Albo d'oro
| anno | denominazione                                             | circuito   | pilota            | vettura                | resoconto |
| ---- | --------------------------------------------------------- | ---------- | ----------------- | ---------------------- | --------- |
| 1976 | II Grand Prix of Long Beach-United States Grand Prix West | Long Beach | Clay Regazzoni    | Ferrari                | Resoconto |
| 1977 | III Grand Prix of Long Beach                              | Long Beach | Mario Andretti    | Lotus-Ford Cosworth    | Resoconto |
| 1978 | IV Grand Prix of Long Beach                               | Long Beach | Carlos Reutemann  | Ferrari                | Resoconto |
| 1979 | V Lubri Lon Grand Prix of Long Beach                      | Long Beach | Gilles Villeneuve | Ferrari                | Resoconto |
| 1980 | VI Toyota Grand Prix of Long Beach                        | Long Beach | Nelson Piquet     | Brabham-Ford Cosworth  | Resoconto |
| 1981 | VII Toyota Grand Prix of Long Beach                       | Long Beach | Alan Jones        | Williams-Ford Cosworth | Resoconto |
| 1982 | VIII Toyota Grand Prix of Long Beach                      | Long Beach | Niki Lauda        | McLaren-Ford Cosworth  | Resoconto |
| 1983 | IX Toyota Grand Prix of Long Beach                        | Long Beach | John Watson       | McLaren-Ford Cosworth  | Resoconto |